# Janice Hale
Janice Hale († 2015) war eine britische Snooker-Sachbuchautorin und -journalistin.
Hale arbeitete von 1972 bis 1992 für Clive Evertons Magazin Snooker Scene, das damals als eine der einflussreichsten Publikationen zum Thema Snooker galt. Noch 2008 bezeichnete sie der Sachbuchautor Gary Clarke als „derzeitige Mitherausgeberin“ des Magazins. Ferner war sie auch für den Observer als Snookerjournalistin tätig. Daneben tat sie sich besonders als Sachbuchautorin im Snookerbereich hervor. 1983 veröffentlichte sie im Auftrag der Fernsehzeitung TV Times einen Führer für die Snooker-Saison 1982/83 als Zusammenstellung verschiedener Angaben zu Spielern, Turnieren und anderen Personen der Snooker-Welt. Von 1985 bis 1991 war sie zudem Herausgeberin der Reihe Rothmans Snooker Yearbook, die inhaltlich ähnlich gestaltet war wie ihr erstes Buch. An der Ausarbeitung der Inhalte beteiligten sich neben Hale selbst zumindest teilweise Clive Everton und Julie Kane.
Sie starb 2015. Im gleichen Jahr erschien in der Oktober-Ausgabe der Snooker Scene ein von Clive Everton verfasster Nachruf auf Hale.

## Veröffentlichungen
- Snooker. Independent Television Books, London 1983, ISBN 0-907965-23-7.

Herausgeberschaften
- Rothmans Snooker Yearbook 1985-86. Queen Anne Press, London 1985, ISBN 0-356-12022-8.
- Rothmans Snooker Yearbook 1986-87. Queen Anne Press, London 1986, ISBN 0-356-12362-6.
- Rothmans Snooker Yearbook 1987-88. Queen Anne Press, London 1987, ISBN 0-356-14690-1.
- Rothmans Snooker Yearbook 1988-89. Queen Anne Press, London 1988, ISBN 0-356-15885-3.
- Rothmans Snooker Yearbook 1989-90. Queen Anne Press, London 1989, ISBN 0-356-17922-2.
- Rothmans Snooker Yearbook 1990-91. Queen Anne Press, London 1990, ISBN 0-356-19102-8.
- Rothmans Snooker Yearbook 1991-92. Queen Anne Press, London 1991, ISBN 0-356-19747-6.